# 토양통
토양통(土壤統) 또는 소일 시리즈(soil series)는 토양분류의 기본이 되는 단위이며 표토를 제외한 심토의 특성이 유사한 집합을 모아 하나의 토양통으로 분류한다. 미국 농무부(USDA) 천연자원 보존 서비스의 전국 협동 토양 조사에 의해 확립된 토양통은 USDA 토양 분류 체계 분류 시스템 계층의 분류 수준이다. 실제 분류 대상은 소위 토양 개체 또는 페돈이다. 토양통은 유사한 토양 발생, 토양 화학 및 물리적 특성으로 인해 함께 그룹화되는 페돈으로 구성된다. 보다 구체적으로, 각 통은 토양 색상, 토양 질감, 토양 구조, 토양 pH, 일관성, 광물 및 화학적 조성, 토양 프로파일 배열이 유사한 토양 지평을 갖는 페돈으로 구성된다. 이로 인해 토지 이용 목적과 유사한 성능을 발휘하는 토양이 생성된다.
토양통 개념은 원래 1903년에 도입되었다. 토양통은 원래 기원은 동일하지만 질감이 다른 토양 그룹으로 구성되도록 의도되었다. 토양은 같은 종류의 암석에서 유래한 경우, 또는 같은 종류의 암석에서 유래하여 동시에 퇴적된 퇴적물에서 유래한 경우 기원이 같다고 생각되었다.
토양통 명칭은 일반적으로 해당 토양통이 처음 인식된 지역이나 근처의 마을이나 랜드마크에서 파생된다. 예를 들어, 하우간(Haugan)통은 몬태나주 하우간 근처에서 처음으로 확인되었다. 주어진 통의 분포가 반드시 하나의 카운티 또는 주의 경계에만 국한되는 것은 아니다. 예를 들어 헤이거스타운 통은 메릴랜드주 해이거스타운 근처에서 처음 설명되었지만 테네시와 켄터키만큼 멀리 떨어진 곳에서도 발견되었다.